# Tijjani Muhammad-Bande
Tijjani Muhammad-Bande (7 de diciembre de 1957) es un politólogo nigeriano, administrador y diplomático de carrera. Fue el representante permanente de Nigeria ante las Naciones Unidas y se desempeñó como Vicepresidente de la Asamblea General durante su 71.° período de sesiones en septiembre de 2016. El 4 de junio de 2019 fue elegido Presidente del 74.° período de sesiones de la Asamblea. Sucedió a María Fernanda Espinosa, cuyo mandato terminó en septiembre de 2019.

## Trayectoria
Bande enseñó en la Universidad Usman Danfodio como asistente graduado en la década de 1980 y subió al rango de profesor en 1998 en la misma institución. Entre 2004 y 2009, se desempeñó como vicerrector de la universidad antes de ser nombrado director general del Instituto Nacional de Política y Estudios Estratégicos en el país de Nigeria, un cargo que ocupó de 2010 a 2016. Anteriormente, Bande se desempeñó como director general del Centro Africano de Capacitación e Investigación en Administración para el Desarrollo en Tánger, Marruecos, de 2000 a 2004.